# Montessoripädagogik

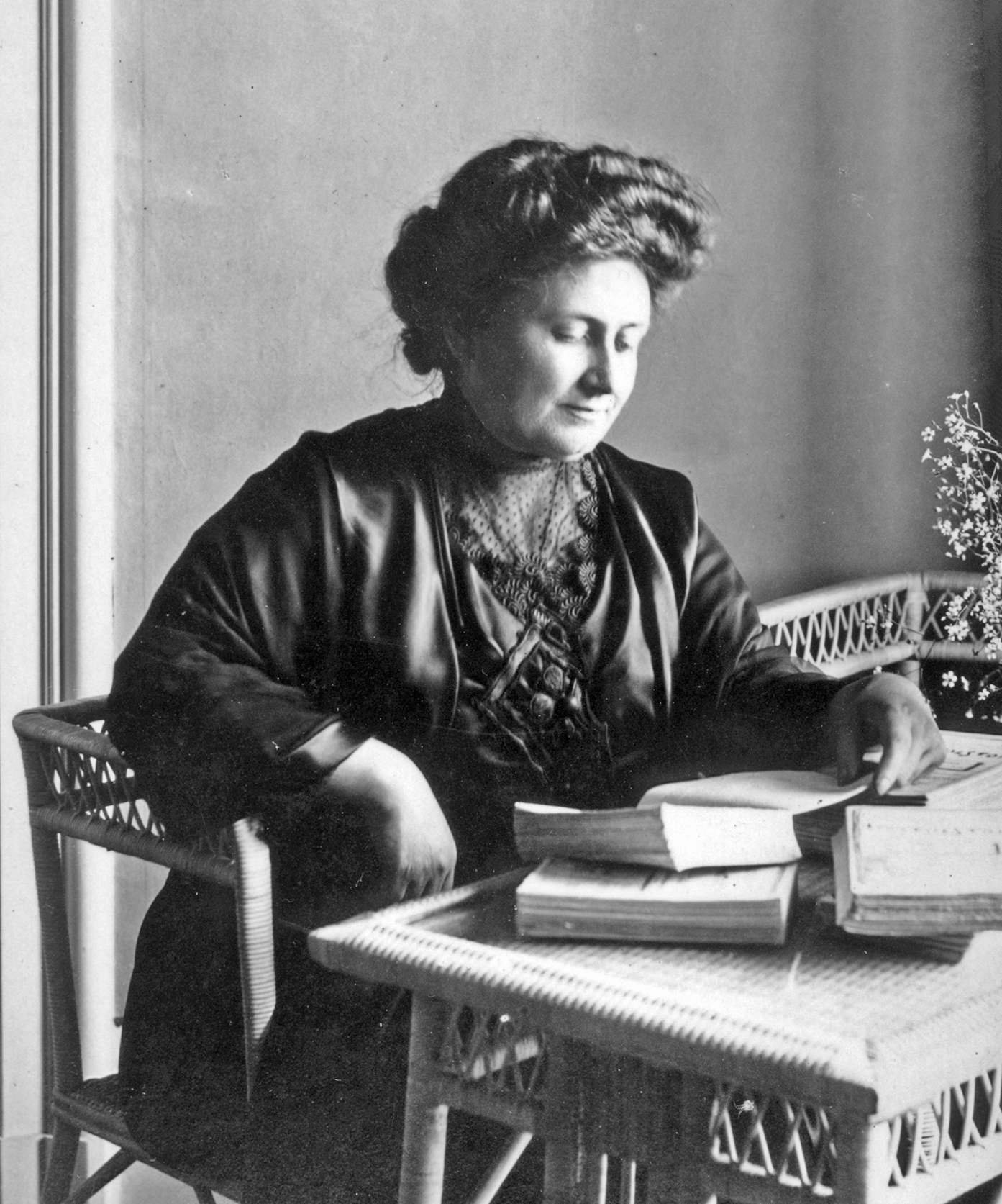
Maria Montessori (1913)

Montessoripädagogik ist ein von Maria Montessori (1870–1952) ab 1907 entwickeltes und namentlich in Montessori-Schulen angewandtes pädagogisches Bildungskonzept, das die Zeitspanne vom Kleinkind bis zum jungen Erwachsenen abdeckt. Sie beruht auf dem Bild des Kindes als „Baumeister seines Selbst“ und verwendet deshalb zum ersten Mal die Form des Offenen Unterrichts und der Freiarbeit in einer vorbereiteten Lernumgebung. Sie kann insofern als experimentell bezeichnet werden, als die achtsame Beobachtung des Kindes den Lehrenden dazu führen soll, geeignete didaktische Techniken anzuwenden, um den Lern- und Entwicklungsprozess optimal zu fördern. Als Grundgedanke der Montessoripädagogik gilt die Aufforderung „Hilf mir, es selbst zu tun“.

## Geschichte

### Maria Montessori

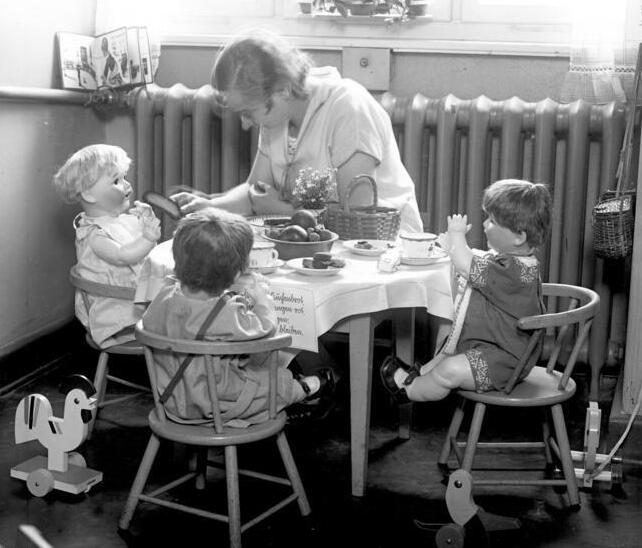
Demonstration von Montessoriprinzipien 1929 in Berlin

Begründet wurde die Montessoripädagogik von Maria Montessori, 1870 in Italien geboren, die als eine der ersten Frauen ein modernes Medizinstudium mit Promotion abschloss. Sie kam aus gutbürgerlichem, christlichem Hause und engagierte sich stark für die Persönlichkeitsrechte im Allgemeinen und die Frauenrechte im Besonderen. Auf der psychiatrischen Station eines Krankenhauses arbeitete sie mit geistig behinderten Kindern. Im Laufe der Therapie beobachtete Montessori, dass diese Kinder keineswegs alle geistig unterentwickelt waren, sondern ihnen in einigen Fällen nur jegliche Förderung gefehlt hatte. Maria Montessori entwickelte, aufbauend auf Überlegungen von Édouard Séguin, spezielle Arbeitsmaterialien, das „Sinnesmaterial“, mit dem es ihr gelang, die Kinder zu stimulieren, ihre Neugier zu wecken und ihre Aufmerksamkeit und Konzentrationsfähigkeit anzuregen.

### Casa dei Bambini (Kinderhaus)
Maria Montessori war ab 1907 in San Lorenzo, einem Armenviertel von Rom, für die erste Casa dei Bambini („Kinderhaus“) leitend zuständig. Dort wurden zum Teil verwahrloste Kinder der sozialen Unterschicht betreut. Die Kinder lernten hier mit großem Erfolg binnen kürzester Zeit Rechnen und Schreiben. Hier verwirklichte Montessori erstmals ihre Vorstellungen von Bildung und erweiterte ihre Methode.

### Deutschland

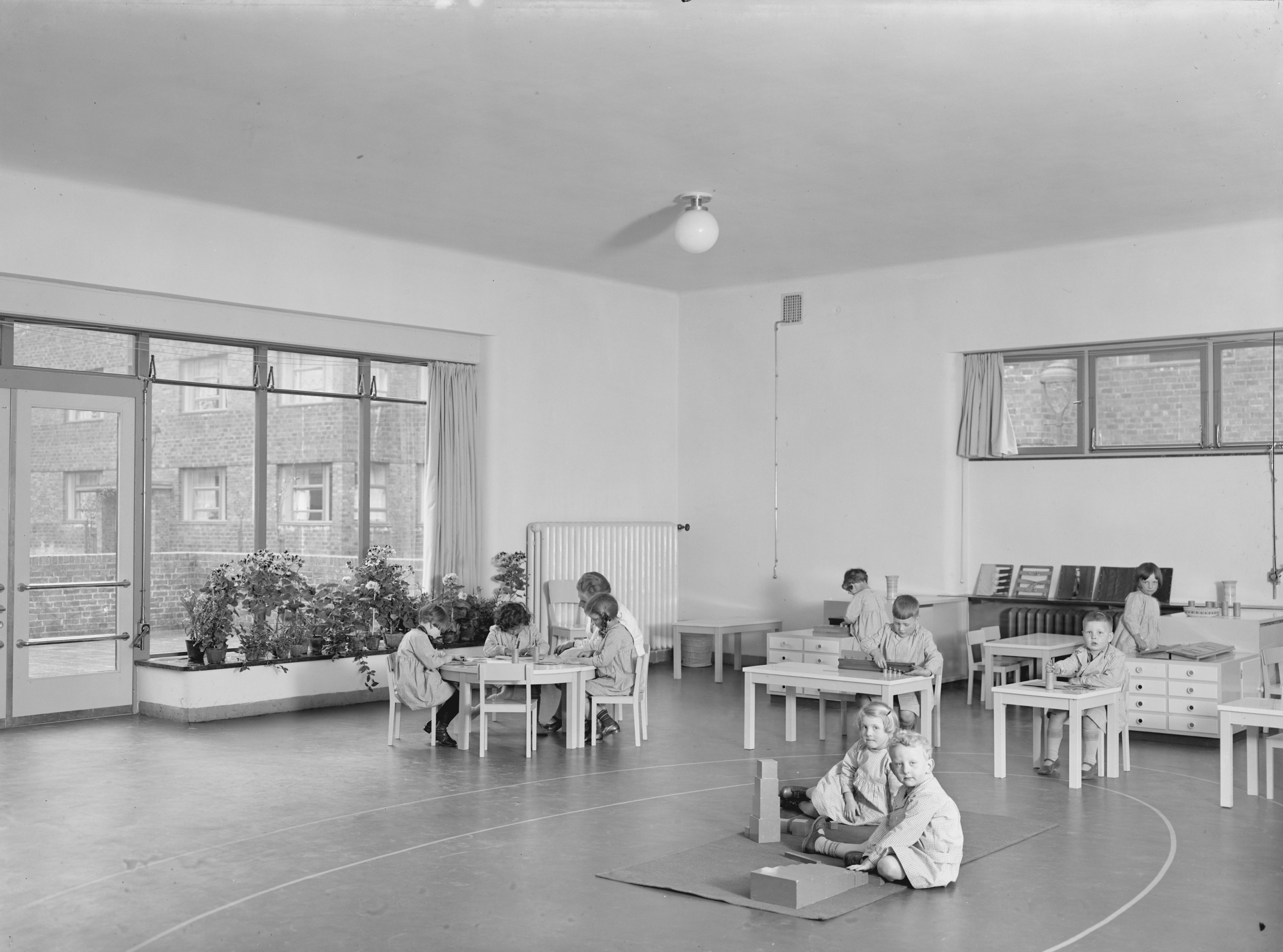
Montessori-Kinderhaus in Hamburg (um 1928)

Das erste Montessori-Kinderhaus wurde 1919 unter maßgeblicher Beteiligung von Clara Grunwald in Berlin-Lankwitz und die erste deutsche Montessorischule am 2. Juni 1923 in Jena in der ehemaligen Grundschule von Wenigenjena gegründet.
Unter Leitung von Ilse Simachowitz (später Ilse Bulova) wurde am 2. Mai 1924 in Berlin-Wedding das zweite Berliner Montessori-Kinderhaus eröffnet. Eine kurze Darstellung dieses „Volkskinderhaus am Leopoldplatz“, das 1933 geschlossen werden musste, findet sich bei Diana Stiller, die dabei auch auf das Wirken von Ilse Simachowitz eingeht.
Ilse Simachowitz’ späterer Ehemann Ernst Bulova war ab 1928 Leiter der „Montessori-Versuchsschule in Berlin-Dahlem“.
Die erste Schule bestand bis zum Frühjahr 1933 und wurde dann von der nationalsozialistisch dominierten Landesregierung von Thüringen verboten und geschlossen. Das teilweise von den Eltern hergestellte und finanzierte Montessorimaterial wurde der Jenaer Friedrich-Schiller-Universität übergeben.
Ernst und Ilse Bulova mussten 1933 emigrieren und arbeiteten von 1934 bis 1940 an der Beltane School in Wimbledon (London). „Die dort praktizierte Montessori-Pädagogik stellte für das englische Schulwesen eine Innovation dar.“ Die Bulovas übersiedelten 1940 in die USA, wo sie ab 1942/1943 das Buck’s Rock Work Camp aufbauten. Die Leitidee für die dort praktizierte Camp-Erziehung blieb immer die Montessoripädagogik.

### Österreich
Das erste Montessori-Kinderhaus in Österreich wurde 1917 von Franziskanerinnen in Wien gegründet. 1922 gründete Lili Roubiczek mit ihren Mitarbeiterinnen das „Haus der Kinder“ in der Troststraße in Wien. 1924 folgte dort die Eröffnung der ersten Montessori-Schule Österreichs. Montessoripädagogik verbreitete sich in dieser Zeit rasch auch in den städtischen Kindergärten in Wien. Zwischen 1924 und 1936 besuchte Maria Montessori mehrmals die Stadt. Aus Wien kamen damals wesentliche Impulse für die Weiterentwicklung der Montessori-Kunstpädagogik und Elise Braun Barnett entwickelte eine Musikdidaktik.
1938 wurden alle Montessori-Einrichtungen von Nationalsozialisten geschlossen. Nach 1945 gelang ein Wiederaufbau zunächst in Innsbruck, wo 1951 ein internationaler Montessori-Ausbildungskurs stattfand. Bei diesem Anlass wurde auch die Österreichische Montessori-Gesellschaft gegründet, die bis 1954 aktiv war. 1990 wurde der „Montessori Österreich – Bundesdachverband“ gegründet, kurz danach folgte die Neugründung der Österreichischen Montessori-Gesellschaft.
Ab den 1970er-Jahren entstanden in Österreich zahlreiche Montessori-Einrichtungen, vor allem im Kinderhausbereich.

## Grundlagen
Die Montessoripädagogik fußt auf den anthropologischen Überlegungen Montessoris, die das Kind in seiner Individualität und seine natürlichen Entwicklungsbedürfnisse und -möglichkeiten in den Mittelpunkt stellen. In einer geeigneten Umgebung, zu der auch gut ausgebildete und aufmerksame Lehrkräfte – die vorbereitete Lehrerin – zählen, sollen und können Kinder frei lernen. Montessori beobachtete, dass sowohl Belohnungen als auch Strafen schädlich sind für die innere Einstellung des Menschen und dass Kinder ganz natürlich aus ihrer eigenen Motivation lernen wollen. Vor allem deshalb, weil es in ihrer Natur liege, am (erwachsenen) Leben teilhaben zu wollen.
Die Montessoripädagogik konzentriert sich auf die Bedürfnisse, Talente und Begabungen des einzelnen Kindes und behält dabei dessen soziales Lernen stets im Blick. Montessori-Pädagogen sind der Meinung, dass Kinder am besten in ihrem eigenen Rhythmus und in ihrer eigenen Art lernen. Kinder werden dazu ermutigt, das Tempo, das Thema und die Wiederholung der Lektionen selbstständig zu steuern.
Laut Maria Montessori selbst handelt es sich bei ihrer Pädagogik bzw. bei der sogenannten Montessori-Methode um „eine komplexe, pädagogische und soziale Bewegung, die unmittelbar aus der und durch die Offenbarung des Kindes entstanden ist.“
Das Leitmotiv der Methode ist die Pflege der natürlichen Freude des Kindes am Lernen und dessen Entwicklung hin zu einem freien, verantwortlichen und engagierten Erwachsenen. Nach Montessori stellt die Freude am Lernen einen Kernbestandteil des Wesens eines jeden Kindes dar. Mit Respekt und Achtung unterstützt und angeleitet, soll sie zu einer Entwicklung einer in sich ruhenden und ausgeglichenen Persönlichkeit führen.
Selbständigkeit wird durch die Übungen des täglichen Lebens (Fähigkeiten, die direkt im praktischen Leben anwendbar sind) unterstützt. Die speziell auf die Bedürfnisse der Kinder ausgerichteten Möbel und Arbeitsunterlagen ermöglichen Kindergartenkindern, durch stetige Wiederholung ihre Fähigkeiten zu entwickeln. Die Kinder sollen selbst wählen können, mit wem und mit welchen Materialien sie arbeiten möchten. Die Montessori-Methode setzt ihren Schwerpunkt dabei immer auf den Lernenden als Führer seiner eigenen Entwicklung.
Für Maria Montessori war es vorrangig, dem Kind die Möglichkeiten zu bieten, sich in einer vorbereiteten Umgebung, die an seine psychischen Bedürfnisse angepasst ist, mit allen seinen Sinnen zu entfalten. Zum Beispiel kann es sein, dass ein Kind sich der Mathematik nicht mit den dafür vorgesehenen (von Montessori entwickelten) Materialien bedient, sondern dies beim Messen, beim Bau einer Maschine tut.

### Entwicklungspsychologie
Der kindliche Entwicklungsprozess gliedert sich nach Montessori in drei Phasen: Erstes Kindheitsstadium (0 bis 6 Jahre), Zweites Kindheitsstadium (6 bis 12 Jahre) und Jugendalter (12 bis 18 Jahre), die jeweils einen deutlichen neuen Entwicklungsabschnitt darstellen. Die erste und dritte Phase werden jeweils weiter in dreijährige Unterphasen eingeteilt.
Das Erste Kindheitsstadium (0–6 Jahre) ist laut Montessori prägend, da sich in dieser Zeit die Persönlichkeit und Fertigkeiten des Kindes formen. Montessori versteht die ersten sechs Lebensjahre des Kindes als eine zweite embryonale Wachstumsphase, in der sich Geist und Psyche des Kindes entwickeln. Dabei wird gerade das Alter von 3 bis 6 Jahren als die Entwicklungsphase gedeutet, in der die zuvor (0–3 Jahren) embryonal aufgebauten intellektuellen, motorischen und auch sozialen Funktionen weiterentwickelt und endgültig in der Mneme gespeichert (ursprünglich von Richard Semon als Eigenschaft von Lebewesen, Erfahrungen speichern zu können, eingeführt) werden. Diese Engramme sind für Montessori weitestgehend irreversibel. „Keine Erziehung kann später auslöschen, was in der Konstruktiven Epoche der Kindheit inkarniert wurde.“ Und weiter über die Mneme: „Erwachsene Individuen umändern zu wollen, ist ein vergeblicher Versuch.“ Gerade durch diese Eigenschaft der Mneme sieht Montessori eine Chance, durch kultivierte Umgangsformen die Kluft zwischen den Klassen zu reduzieren. Sie fordert die Gewöhnung an Disziplin und Ordnung. „Die Freiheit des Kindes muss als Grenze das Gemeinwohl haben, als Form das, was wir als Wohlerzogenheit bei seinen Manieren und seinem Auftreten bezeichnen. Wir müssen also dem Kind alles verbieten, was den anderen kränken oder ihnen schaden kann oder als unschickliche oder unfreundliche Handlung gilt.“
Das Zweite Kindheitsstadium (6–12 Jahre) bezeichnet sie als stabile Phase.
Das Jugendalter (12–18 Jahre) ist die Zeit einer radikalen Umwandlung. Die vielen physischen und psychischen Veränderungen in diesem Alter führen zu einer tiefen Verunsicherung. Gleichzeitig beginnen Jugendliche, sich als Teil der Gesellschaft zu fühlen und wollen von dieser anerkannt werden. Nach Montessori stehen nun folgende Bedürfnisse des Jugendlichen im Vordergrund und sollen in der Schule erfüllt werden: Die Jugendlichen müssen sich beschützt fühlen können und sie müssen lernen, die Rolle des Menschen in der Gesellschaft zu begreifen. Wichtig ist auch die Stärkung des Selbstvertrauens und die Entwicklung eines Gefühls für die eigene Würde. Montessori spricht von dieser Lebensphase auch als Epoche der sozialen Sensibilität. Die Jugendlichen möchten in sozialen Beziehungen leben, soziale Verantwortung übernehmen und als unabhängige Personen ernst genommen werden. Montessori schlägt deshalb vor, ihnen vorbereitete Umgebungen auf dem Lande zu schaffen, in denen sie das unabhängige Leben in Gemeinschaft erfahren können. Dort sollen sie sowohl intellektuell lernen (auf einer abstrakteren Basis als in den vorhergehenden Lebensphasen) als auch praktisch arbeiten und die Erfahrung machen, Geld für den Lebensunterhalt zu verdienen.
Während seiner Entwicklung durchläuft das Kind sogenannte „sensible“ oder „sensitive Perioden“. In solchen Phasen ist das Kind in besonderer Weise empfänglich für bestimmte Anreize aus der Umwelt, zum Beispiel im Zusammenhang mit Bewegung, Sprache oder sozialen Aspekten. Findet das Kind während einer sensiblen Phase eine Beschäftigung, die genau seine Bedürfnisse anspricht, ist das Kind zu einer tiefen Konzentration fähig, die als Polarisation der Aufmerksamkeit bezeichnet wird. In einer solchen Phase tiefer Konzentration lässt sich das Kind nicht von anderen Reizen ablenken – es durchläuft einen Erkenntnisprozess, der nicht nur sein Denken, sondern laut Montessori seine gesamte Persönlichkeitsentwicklung positiv beeinflusst. Montessori prägt für diesen Prozess den Begriff der „Normalisation“, d. h. dem Wiederherstellen der wahren positiven Möglichkeiten, über die das Kind von Natur aus verfügt, die aber bei einer unangemessenen Behandlung durch die Erwachsenen verbogen werden („Deviationen“). „Und von nun an“ – resümiert Montessori – „war es mein Bestreben, Übungsgegenstände zu suchen, die die Konzentration ermöglichen; und ferner studierte ich gewissenhaft, welche Umgebung die günstigsten äußeren Bedingungen für diese Konzentration bietet. So begann sich meine Methode aufzubauen.“
Entscheidend für die Entwicklung von Montessoris Pädagogik und Lehrmaterialien ist die Beobachtung, dass eine der wichtigsten sensiblen Phasen jedes Kindes jene der „Verfeinerung der Sinne“ ist. Jedes Kind hat einen natürlichen Drang alles zu berühren, zu riechen, zu schmecken. Montessori leitet aus dieser Beobachtung ihre Erkenntnis ab, dass der Zugang zum kindlichen Denken nicht auf abstraktem Wege, sondern grundsätzlich über die Sinne des Kindes erfolgt. Greifen und Be-greifen werden zur Einheit im Lernprozess. In dieser Sichtweise zeigt sich Montessori stark beeinflusst von den Arbeiten Jean Itards und Édouard Séguins. Des Weiteren sind in vielen wesentlichen Aspekten Parallelen zur Kentenich-Pädagogik zu entdecken, vor allem der Satz „Freiheit so viel wie möglich, Grenzen so viel wie nötig“ findet sich bei Maria Montessori und Josef Kentenich. Die beiden Methoden sind aber sehr wahrscheinlich ohne gegenseitige Kenntnis und Beeinflussung entstanden.
Aufbauend auf dieser Erkenntnis entwickelt Montessori ihre Lehrmaterialien, die grundsätzlich immer die kindlichen Sinne ansprechen. Ihr mathematisches Material beispielsweise erlaubt dem Kind, durch Berühren und Halten einer Perle sowie eines Blocks aus 1000 Perlen einen sinnlichen Eindruck der mathematischen Größen 1 oder 1000 zu bekommen, lange bevor das Kind ein abstraktes Verständnis für Zahlen dieser Größe entwickelt.

### Friedenserziehung und kosmische Erziehung
Das Konzept einer »Kosmischen Erziehung«, das Maria und ihr Sohn Mario Montessori insbesondere während ihrer Zeit in Indien entwickelten, ist das bildungstheoretische Modell der Montessoripädagogik für das Alter der 6-12-Jährigen. Dabei geht es um die pädagogische Umsetzung einer schon im antiken Griechenland vertretenen Vorstellung, dass der Mensch als Mikrokosmos Teil eines kosmischen Ganzen, des Makrokosmos, ist und dass seine „Schöpfungsaufgabe“ darin besteht, an der Realisierung eines universellen „kosmischen Plans“ mitzuwirken. Die „Schöpfung“ ist nach Montessoris Auffassung jedoch noch nicht vollendet, alle „Wechselbeziehungen“ sollen am Ende eine „große Einheit“ bilden. Damit das gelingt, hat jedes Lebewesen eine besondere Aufgabe zu erfüllen. Der Mensch mit seiner Intelligenz kann sich laut dem Modell hinter der kosmischen Erziehung im Gegensatz zum Tier dieser Aufgabe bewusst werden. Er verändert die Natur zur Kultur und nimmt daher eine besondere Position ein. Er soll nicht auf Kosten Anderer handeln, sondern sich als Teil der Schöpfung wahrnehmen und verantwortlich handeln. In diesem Aspekt der Montessoripädagogik, das sich stark mit der Transzendenz des menschlichen Lebens befasst, finden sich spirituelle Bezüge, wie sie bereits in den anthropologischen Überlegungen angelegt sind. In zahlreichen großen und kleinen kosmischen Erzählungen zur Entstehung des Universums, der Entwicklung der Erde, des Lebens auf der Erde, der Menschen, der Zahlen, der Schrift, der Technik usw. werden Zusammenhänge und Vernetzungen in großen panoramaartigen Überblicken dargestellt. In einigen der von Mario Montessori in den 1950 und 1960er Jahren ausformulierten »Großen Erzählungen« wird neben der Darstellung der großen naturwissenschaftlichen Zusammenhänge auch auf ein Gottesbild zurückgegriffen. Die Art und Weise, wie zeitgemäße »Große Erzählungen« konzipiert werden sollten, ist in der Diskussion.
»Kosmische Erziehung« geht immer von Entwicklung und von Vernetzung aus: Alles hat sich entwickelt, ist geworden und Alles hängt mit Allem zusammen. Montessoris Konzeption einer Kosmischen Erziehung wird also nicht in Fächern unterrichtet, sondern im Sinne eines »universalen Lehrplans« im Rahmen der »Freien Arbeit«.

## Praktische Umsetzung
Die vorbereitete Umgebung ist ein wichtiger und notwendiger Bestandteil der Montessoripädagogik. Sie gibt dem Kind die Möglichkeit, sich nach und nach vom Erwachsenen zu lösen und selbstständig die Fertigkeiten zu erwerben, die es für seine Unabhängigkeit benötigt. Insbesondere lernt es dort, die eigene Freiheit zu entwickeln, zu nutzen und verantwortlich mit ihr umzugehen. Die Verantwortung für die vorbereitete Umgebung trägt der Erzieher. Die Kinder sind angehalten und sollen durch dessen achtsame Gestaltung motiviert werden, sie zu pflegen und mitzugestalten. Für die praktische Umsetzung der Montessoripädagogik greifen mehrere Aspekte ineinander und unterstützen sich gegenseitig.

### Den Kindern angemessen
Maria Montessori erkannte bald, dass die Lernumgebung kindgerecht sein sollte, damit die Kinder ihre Aufmerksamkeit auf ihre Arbeit, das Lernen, richten können. Das Mobiliar ist bereits in den ersten Montessori-Einrichtungen auf die Proportionen des Kindes abgestimmt. Stühle und Tische können von den Kindern selbst getragen werden. Das dient auch der Schulung der Motorik der Kinder. Sie sollen dadurch lernen können, achtsam mit Gegenständen umzugehen, etwa ihre Möbel oder Materialien möglichst leise zu tragen, damit sie andere Kinder nicht beim Arbeiten stören.

### Die äußere Ordnung
Die Materialien und die Umgebung selbst verfügen über eine „äußere Ordnung“, sind also übersichtlich angeordnet und werden aufgeräumt aufbewahrt. Diese äußere Ordnung soll dem kindlichen Geist als Orientierung dienen und letztendlich auch zu einer inneren Ordnung führen. Die Umgebung ist attraktiv und ästhetisch, was die Kinder zum Gebrauch motivieren soll. Alle Materialien und Gebrauchsgegenstände sind von hoher Qualität. Das Kind soll sich dadurch in seinen Bedürfnissen respektiert fühlen und selbst Wertschätzung für die Dinge und seine Umgebung erlernen.

### Das Material
Montessori-Materialien dienen nicht in erster Linie der Anschauung oder Verdeutlichung, sondern sind als »Entwicklungsmaterialien« konzipiert. Das bedeutet, dass Kinder auf einer ersten Stufe – nachdem das Material ihre Aufmerksamkeit erregt/Interesse geweckt hat – konkret mit diesem Material umgehen (Wahrnehmung der Eigenschaften, vielfältige Bewegungen beim Zuordnen oder Operieren damit usw.) Durch das Umgehen mit den konkreten Gegenständen, verstehen sie nach und nach die Bedeutung, die hinter der Tätigkeit steckt. Darüber hinaus sind viele Materialien so konzipiert, dass abstraktere Strukturen, die der Sache, um die es geht, zugrunde liegen, bei einer vertieften Beschäftigung mit dem Material hervortreten; zum Beispiel beim »goldenen Perlenmaterial« das Dezimalsystem. Der Ausdruck »materialisierte Abstraktion« steht für diese Eigenschaft, dass Kinder sich bei der Arbeit mit einem Material vom Konkreten hin zu abstrakteren Vorstellungen entwickeln und schließlich die neu erkannten Strukturen in anderen Situationen anwenden können. Das eigentliche Ziel der Arbeit mit einem Montessori-Entwicklungsmaterial ist aber nicht der, Kenntnisse zu vermitteln, sondern eine tiefe Auseinandersetzung des Kindes mit dem Thema anzuregen, die »seine Aufmerksamkeit polarisiert« (s. o.).
Materialien gliedern sich im Montessori-Kinderhaus (Entwicklungsalter von 3 bis 6 Jahren) in fünf Bereiche:
- Übungen des täglichen Lebens
- Sinnesmaterial
- Mathematikmaterial
- Sprachmaterial
- Material zur kosmischen Erziehung

Tier- und Pflanzenpflege sind weitere wichtige Elemente im Kinderhaus.
Im Entwicklungsalter der Sechs- bis Zwölfjährigen (erweiterte Grundschule) haben Materialien weiterhin große Bedeutung. Allerdings sind sie anders konzipiert (die Kinder verfügen jetzt über mehr Vorstellungskraft und benötigen fein abgestimmte sensorische Stufen nicht mehr). Viele Entwicklungsmaterialien weisen mehrere Sprachniveaus auf, damit Kinder sich nach ihren Interessen für eine Arbeit entscheiden können – und die Entscheidung nur bedingt von den jeweiligen Lesefertigkeiten abhängt. Für die Sechs- bis Zwölfjährigen werden kulturgeschichtliche Themen wichtiger, ebenso physikalische und chemische Experimente (Übungen des täglichen Lebens und Sinnesmaterialien spiele keine Rolle mehr). Die Bedeutung der materialgestützten Arbeit nimmt kontinuierlich ab, weil die Kinder zunehmend selbständig Themen erarbeiten und in Büchern, anderen Medien und bei Exkursionen recherchieren.
Das Material steht frei zugänglich, in Greifhöhe der Kinder, im Regal. Sein Äußeres sowie seine Platzierung im Raum geben dem Material einen Aufforderungscharakter. Jedes Material ist nur einmal vorhanden: so sollen die Kinder Rücksichtnahme erlernen. Ebenso soll hiermit der Wert des einzelnen Materials vom Kind geschätzt werden. Die Kinder wählen bei Montessori frei, nach ihrem jeweiligen Entwicklungsstand, mit welchem Material sie arbeiten möchten. Sobald der Erzieher oder Lehrer ein Interesse feststellt, wird es von ihm „dargeboten“. Er führt das Kind dann in den Gebrauch des Materials ein. Dabei ist das Ziel, dass das Kind eine Beziehung zum Material aufbaut. Arbeitet das Kind mit dem Material, kann sich der Pädagoge zurückziehen. Häufig enthält eine Materialeinführung auch die Einführung neuer Begriffe im Rahmen einer Drei-Stufen-Lektion.

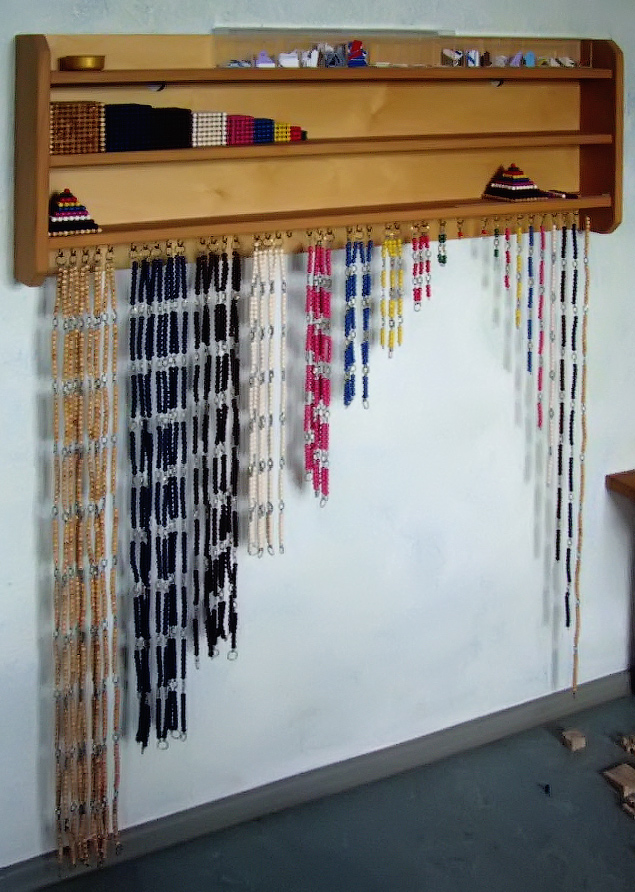
Perlenketten, Material für Arithmetik
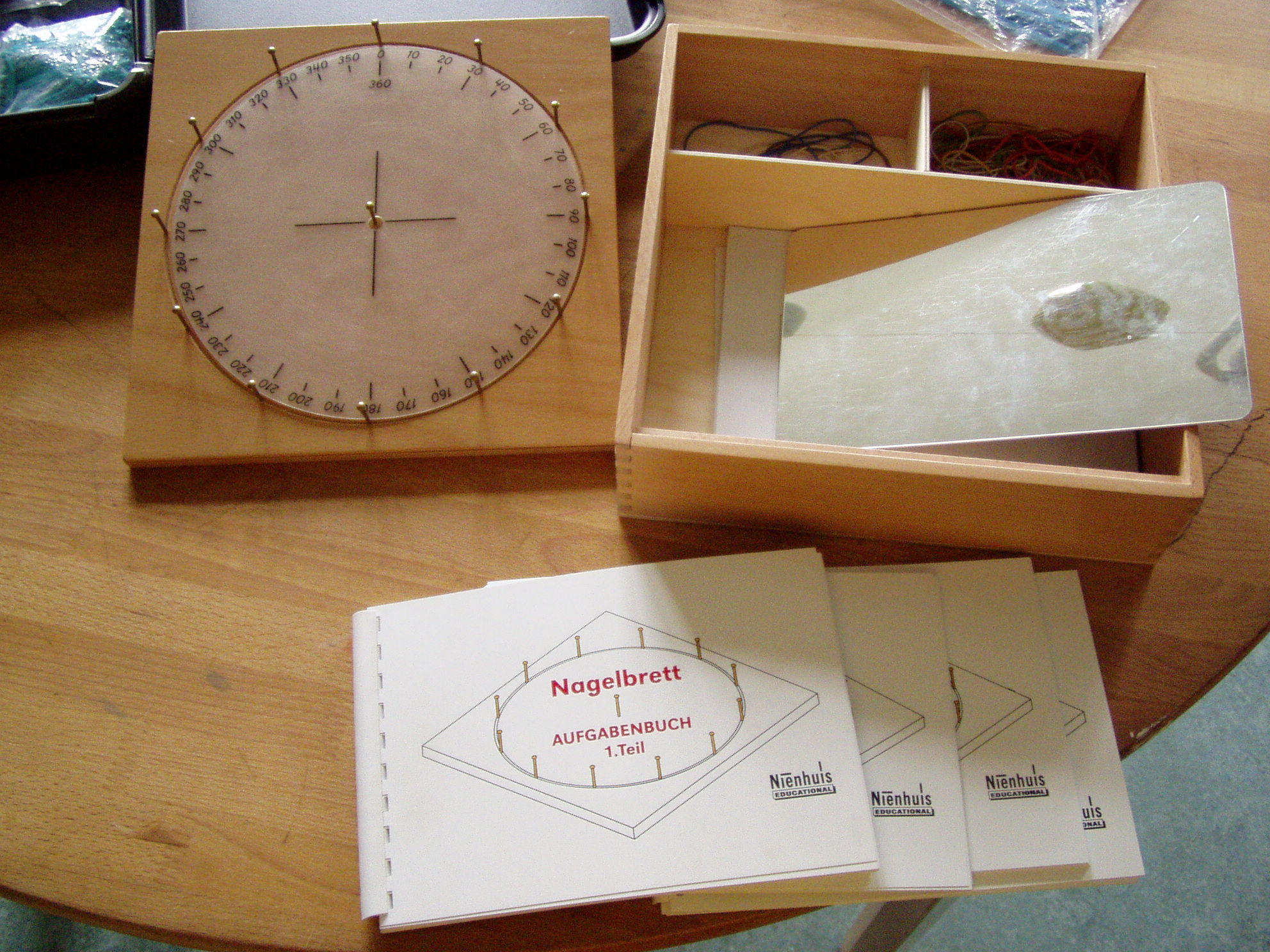
Nagelbrett, Material für Geometrie
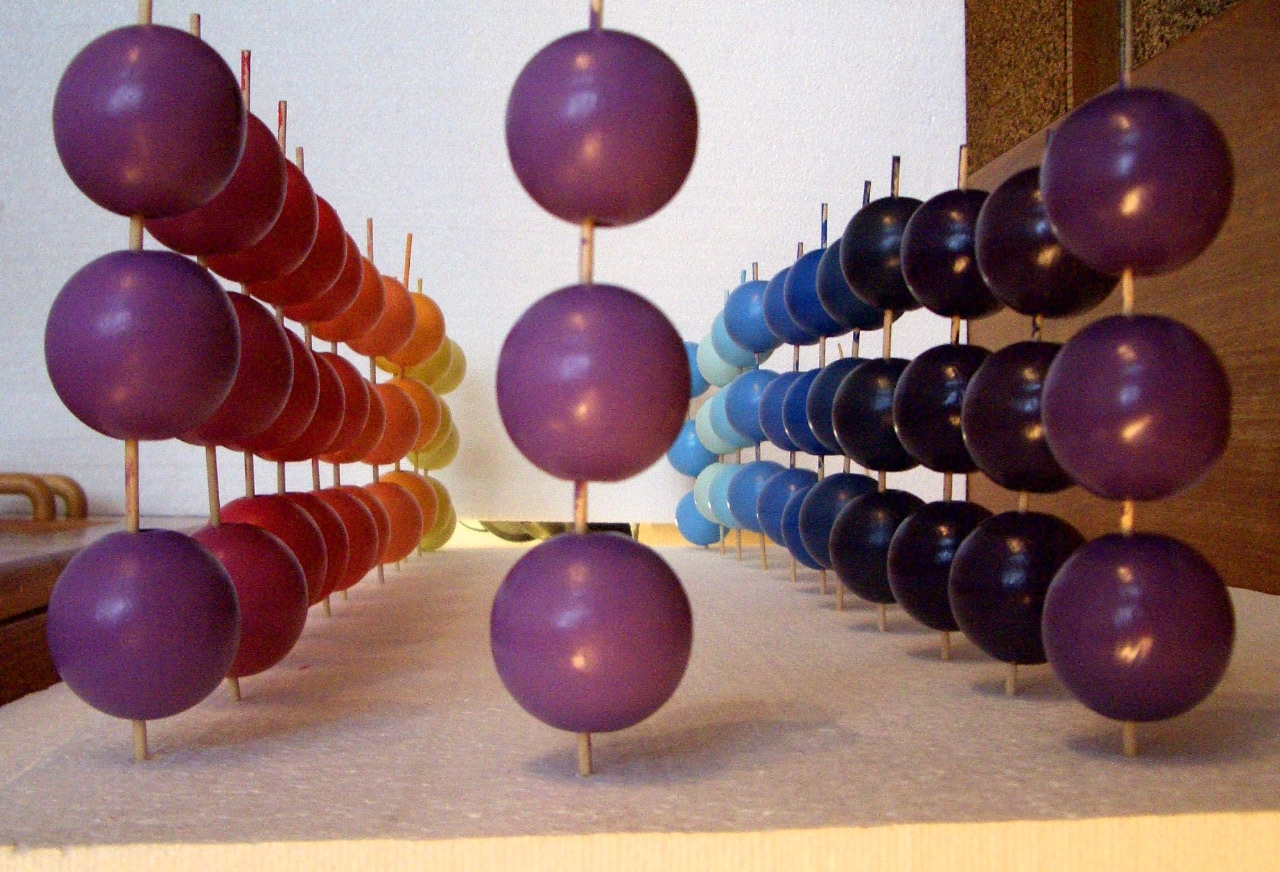
Kugeln zum Zeitverständnis

### Die Rolle des Erwachsenen in der Montessoripädagogik
Vom Moment der Geburt strebt das Kind nach der Freiheit und Unabhängigkeit des Erwachsenendaseins. Montessori beschreibt diesen Prozess als ein biologisches Grundgesetz menschlichen Lebens. Ebenso wie der kindliche Körper seine Fähigkeiten entwickelt und dem Kind Bewegungsfreiheit gibt, so sei der Geist des Kindes erfüllt von Lernhunger und geistiger Autonomie.
In diesem Prozess kann der Erwachsene zum Verbündeten des Kindes werden und dem Kind eine Umgebung bereiten, die auf die Bedürfnisse und den Lernhunger des Kindes ausgerichtet ist. Das Selbstverständnis des Erwachsenen in der Montessoripädagogik ist das eines Helfers, der dem Kind den Weg zur Selbstständigkeit ebnet, gemäß Montessoris Leitwort „Hilf mir, es selbst zu tun“. Der Prozess des Lernens und der Erkenntnis geschieht im Kind, das Kind ist sein eigener Lehrer. Der Erwachsene muss lernen, das Kind zum Lernen hinzuführen, um sich dann zurückzunehmen und letztlich als Beobachter den kindlichen Erkenntnisprozess zu begleiten.
Da jedes Kind individuelle Phasen durchläuft, ist der Lehrplan in einem Montessori-Kinderhaus oder einer Montessori-Schule auf das individuelle Kind ausgerichtet. Der Lehrer soll sensible Phasen des Kindes erkennen und das Kind zu Aktivitäten hinzuführen, die sein Interesse wecken sollten. Grundsätzlich hat aber das Kind die Freiheit, sich seine Tätigkeiten selber auszusuchen.

### Kunst
Montessori legte viel Wert auf das Zeichnen. Andere künstlerische Ausdrucksformen wurden von Montessori zunächst eher stiefmütterlich behandelt. In ihrer Konzeption einer »Erfahrungsschule des sozialen Lebens« für die Zwölf- bis Fünfzehnjährigen spielen ästhetische Ausdrucksformen jedoch eine große Rolle: Theater, Musik und Bildende Kunst.

## Kritik
Besondere hermeneutische Schwierigkeiten bei der Deutung der Primärquellen, die vor allem auf die Entstehungsgeschichte der Texte zurückzuführen sind, bilden sowohl die große Herausforderung als auch den Gegenstand der Kritik.

### Historischer Kontext
Aus wissenschaftlicher Sicht ist die ungenügende Einbettung der Werke Montessoris in den historischen Kontext zu bemängeln. Montessoris Werke sind stark im Positivismus des 19. Jahrhunderts verankert. In den Vorlesungen, die die Basis der Antropologia Pedagogica bilden, setzt sich Montessori mit dem aus physiologischen und morphologischen Studien entwickelten Idealbild des Menschen auseinander. Zudem integriert sie Ansätze der experimentellen Psychologie, Konzepte der Evolution und Biologie und der Sozialeugenik.
Nach Helmut Lukesch sind die „altbackenen und allenfalls alltagspsychologischen Ausführungen“ von Maria Montessori „mit dem Stand des heutigen entwicklungspsychologischen oder pädagogisch-psychologischen Wissens nicht in Übereinstimmung zu bringen“. Aus ihren im Einzelfall anregenden Ideen eine zusammenhängende „Montessori-Methode“ abzuleiten, sei wirklichkeitsfremd.
Nach Erwin Hufnagel hat Montessori keinerlei wissenschaftliche Systematik ausgearbeitet und ist nicht über einen von missionarischem Pathos getragenen Eklektizismus hinausgekommen.

### Wissenschaftliche Bewertung
Begriffe wie „wissenschaftlich“, „experimentell“ oder „naturwissenschaftlich“ in den Schriften Montessoris sind nach Ansicht von Kritikern „rhetorische Floskeln“, um der Botschaft Nachdruck zu verleihen.
Montessori geht unter anderem davon aus, dass die pädagogische Forschung – in einer Analogie zur Medizin – zunächst äußere Ursachen der Abweichung von der normalen und gesunden Entwicklung des Individuums erfassen muss. Dann sollen – ebenfalls analog zur Medizin – als Therapie erzieherische Maßnahmen bereitgestellt werden. Als Folge dieser Vorgehensweise fordert sie eine soziopsychische Hygiene der gesamten Gesellschaft. Denn es ist nach Montessori nicht genug, einzelne Kinder in ihren Verhaltensweisen zu beeinflussen, sondern sie fordert das Entfernen aller schädlichen Einflüsse auf die Kinder.
Der Sonderpädagoge Gottfried Biewer untersuchte zu Beginn der 1990er Jahre die Wirksamkeit der Montessoripädagogik mit geistig behinderten Schülern durch die Beobachtung einer Klasse über ein ganzes Schuljahr. Er stellte dabei fest, dass der pädagogische und didaktische Ansatz bei dieser Schülergruppe gleichermaßen anwendbar ist. Darüber hinaus beschrieb er Auffälligkeiten bei Schülern mit sehr schweren Behinderungen und setzte sich mit stereotypen Materialwahlen auseinander. In einem späteren Forschungsprojekt an der Universität München zeigte Gottfried Biewer anhand der Praxis der Schule der Aktion Sonnenschein auf, wie sich Montessoripädagogik in der schulischen Integration anwenden ließ und welche Abweichungen sich von der ursprünglich intendierten Konzeption ergaben.
Im Jahr 2004 wurden in Anlehnung an die Lernstandserhebung VERA 2004 vergleichbare Untersuchungen an Montessorischulen durchgeführt. Die Untersuchungen wurden von der Dozenten-Fachgruppe Theorie der deutschen Montessori-Vereinigung ausgeführt. Da die Lernstandserhebung VERA keine Kreuzkorrekturen vorschreibt, hier also die Schulen selbst die Korrektur und Leistungsbewertung der eigenen Schüler vornehmen, wird von vielen Stellen die Aussagekraft angezweifelt, siehe dazu auch VERA, Abschnitt Kritik. Die Studie der Montessori-Vereinigung sieht Vorteile in den Fächern Mathematik und Deutsch bei den Montessori-Schülern. Für die Vergleichsstudie wurden ausschließlich Schüler der 4. Grundschulklasse herangezogen. 2005 folgte die Milwaukee-Studie The early years: Evaluating Montessori Education, die am 29. September 2006 in dem renommierten Fachmagazin Science veröffentlicht wurde. Eine Studie aus dem Jahr 2005 an einer öffentlichen Montessorischule in Buffalo konnte „die Hypothese nicht unterstützen, dass der Besuch einer Montessori-Schule mit höheren akademischen Leistungen verbunden ist“.
Das Buch Der lange Schatten Maria Montessoris. Der Traum vom perfekten Kind der Pädagogin und Hochschullehrerin Sabine Seichter zeigt auf, dass der geistige Ursprung der Montessoripädagogik in einem rassistischen sowie naturalistisch-eugenischen Denken zu finden ist.

## Bekannte Montessori-Schüler
- Peter Bergmann (1915–2002), deutschamerikanischer theoretischer Physiker: Montessori-Schule in Freiburg[37]
- Arno Gruen (1923–2015), deutsch-schweizerischer Schriftsteller, Psychologe und Psychoanalytiker: Theodor-Herzl-Schule in Berlin
- Gabriel García Márquez (1927–2014), kolumbianischer Schriftsteller, Journalist und Literaturnobelpreisträger: Montessori-Schule in Cataca (Kolumbien)[38]
- Friedensreich Hundertwasser (1928–2000), österreichischer Künstler: Montessori-Schule in Wien
- Anne Frank (1929–1945), deutsches Mädchen jüdischer Abstammung, Holocaust-Opfer: 6e Montessorischool Anne Frank in Amsterdam, Niederlande
- Herman van Veen (* 1945), niederländischer Singer-Songwriter, Violinist, Schriftsteller, Clown und Schauspieler: Montessorischool in Utrecht, Niederlande
- Tom Gerhardt (* 1956), deutscher Komiker und Schauspieler: Montessori-Grundschule Köln
- Jeff Bezos (* 1964), US-amerikanischer Unternehmer und Investor: River Oaks Montessori in Houston, Texas[39]
- Heike Makatsch (* 1971), deutsche Schauspielerin, Sängerin, Synchronsprecherin, Autorin, Hörbuchsprecherin und Fernsehmoderatorin: Montessori-Grundschule Düsseldorf
- Larry Page (* 1973), US-amerikanischer Informatiker und Unternehmer: Montessori school in Lansing, Michigan
- Sergey Brin (* 1973), US-amerikanischer Informatiker und Unternehmer: Paint Branch Montessori School in Adelphi, Maryland
- Taylor Swift (* 1989), US-amerikanische Singer-Songwriterin und Gitarristin: Alvernia Montessori School in West Reading, Pennsylvania
- Lennart Girschik (* 2002), Fantasy-Autor: Montessori-Schule Erlangen[40]

## Gegenwart

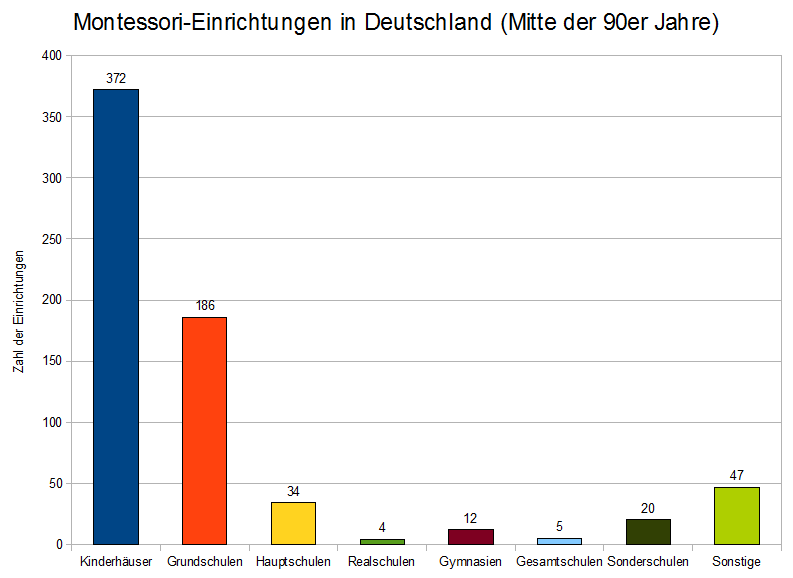
Montessori-Einrichtungen in Deutschland Mitte der 1990er-Jahre

Die 1929 von Maria Montessori gegründete Association Montessori Internationale (AMI) mit Sitz in Amsterdam sorgt nach dem Tod Montessoris für die Fortsetzung ihres Lebenswerkes. Eine Reihe nationaler Montessori-Gesellschaften, die bestimmte Qualitätskriterien erfüllen, sind der AMI angeschlossen. Darüber hinaus gibt es weitere nationale und internationale Montessori-Vereinigungen, die unabhängig von der AMI sind, und sich in Deutung, Umsetzung und Qualitätsverständnis der Montessoripädagogik von der AMI unterscheiden. In Deutschland existiert seit 2021 der Bundesverband »Montessori Deutschland«, der viele Montessori-Initiativen, -Vereine und -Ausbildungsorganisationen zusammenführt und sich um Qualität, Aktualität und die Öffentlichkeitsarbeit der Einrichtungen kümmert.
In Deutschland arbeiten über 600 Krippen und Kitas nach den Prinzipien der Montessoripädagogik. Ende 2012 gab es in Deutschland 225 Montessori-Grund- und 156 -Sekundarschulen. Der Verband Montessori Deutschland führt eine Statistik über seine Mitglieder. Die meisten Einrichtungen sind in freier Trägerschaft. Vor allem in Nordrhein-Westfalen und Baden-Württemberg existieren auch viele staatliche Schulen, die sich in Teilen oder weitgehend an der Montessori-Pädagogik orientieren. Seit einigen Jahren versuchen auch weiterführende Montessori-Schulen im deutschsprachigen Raum ihre Konzeptionen in Richtung von Montessoris »Erfahrungsschule des sozialen Lebens« weiterzuentwickeln.
Im Jahr 1968 gründete der Münchner Pädiater Theodor Hellbrügge die Aktion Sonnenschein. Diese war wichtiger Impulsgeber für eine Weiterentwicklung der Montessoripädagogik hin zu integrativen und inklusiven Konzepten. In vielen Montessori-Einrichtungen sind heute Integration und Inklusion, ist gemeinsames Lernen in altersgemischten Gruppen selbstverständlich. Weil die Montessori-Pädagogik von den Entwicklungsbedürfnissen eines einzelnen Kindes – im sozialen Umfeld der Gruppe – ausgeht, bietet sie eine gute konzeptionelle Basis für die Herausforderungen der zunehmenden Heterogenität in Kinderhaus und Schule. Inklusion ist dann nicht nur das Nebeneinander von Regel- und Sonderpädagogik im gleichen Raum, sondern selbstverständliches Lernen und Zusammenleben vielfältig unterschiedlicher Kinder bzw. Jugendlicher.
Montessori-Pädagogik ist weltweit verbreitet: In 154 Ländern der Erde gibt es insgesamt etwa 15.700 Montessori-Institutionen (»Global Diffusion of Montessori Schools«, Journal of Montessori Research, 2022, Band 8, Ausgabe 2). Beispielsweise wurde Anfang der 1970er-Jahre im indischen Dharamsala nach intensiver Recherche für das dortige tibetische Schulsystem die Montessoripädagogik eingeführt. In Dharamsala existiert eine eigene Betreuung für tibetische Waisen- und Flüchtlingskinder. Seit 1979 kommen jedes Jahr zwischen 700 und 1500 Kinder aus Tibet nach Indien.
Als weltweit größte Schule gilt mit 51.000 Schülern die City Montessori School im indischen Lucknow.

## Rezeption
Die Montessoripädagogik hat neben anderen reformpädagogischen Ideen wie denen von Comenius, Rousseau, Pestalozzi oder der Philanthropen in der Verkehrspädagogik, speziell dem Verkehrserziehungsmodell „Verkehrserziehung vom Kinde aus“, deutliche Spuren hinterlassen. Hierzu gehören vor allem die Sicht der Kindheit als eigenständiger, vollwertiger Lebensphase und die Aktivierung der Selbsterziehungskräfte des Kindes. Die Heranwachsenden sollen nicht als „unfertige Erwachsene“ behandelt und im Verkehrsleben bevormundet und entmündigt werden (Beispiel: Elterntaxi auf dem Schulweg), sondern lernen, altersgerecht für sich und die Verkehrssicherheit mit Verantwortung zu übernehmen.
Im Unterschied zur Montessorimethode werden die Kinder dazu jedoch bereits im Vorschul- und Grundschulalter weniger mit von Eltern und Erziehern pädagogisch präparierten Lehrmaterialien befasst als zur Entwicklung eigenen Spielzeugs angeleitet. Dies geschieht etwa in Form der Gestaltung eines eigenen Schulwegspiels, das die Kinder als Brettspiel auf der Basis ihrer begleiteten Schulwegerkundungen selbst entwerfen und herstellen.
In den Filmen von Jean Christopher Burger – z. B. Laßt uns Zeit … Montessoripädagogik à la Hans Elsner – werden Kinder in Montessorischulen und ehemalige Montessorischüler gezeigt.

### Pädagogische Schriften Maria Montessoris
- Selbsttätige Erziehung im frühen Kindesalter. Nach den Grundsätzen der wissenschaftlichen Pädagogik methodisch dargelegt. 1909
- Antropologia pedagogica. 1910
- Die Selbsterziehung des Kindes (= Die Lebensschule – Schriftenfolge des Bundes Entschiedener Schulreformer, Heft 12). 1923.
- Kinder sind anders (Il segreto dell'infanzia) 1936
- Über die Bildung des Menschen. 1949.
- Von der Kindheit zur Jugend, Gesammelte Werke Band 14, Hrsg.: Michael Klein-Landeck, Harald Ludwig, Herder, Freiburg i. Br. 2015

### Sekundärliteratur
- Emmy Bergmann: Über die Erziehung und Unterricht in der Montessori-Schule. In: Die Neue Erziehung. Heft 3/1925, S. 155–168, Verlag C. A. Schwetschke & Sohn, Berlin 1925 (Praxis in Berliner „Volkskinderhäusern“).
- Winfried Böhm, Birgitta Fuchs: Erziehung nach Montessori. Klinkhardt, Bad Heilbrunn 2004, ISBN 3-7815-1309-2.
- Ela Eckert, Malve Fehrer (Hrsg.): Kosmische Erzählungen in der Montessori-Pädagogik. LIT, Berlin 2015, ISBN 978-3-643-13207-9.
- Julius Eisenstädter: Montessorisystem und proletarische Erziehung (= Entschiedene Schulreform. Band 15, ZDB-ID 535778-0). Ernst Oldenburg, Leipzig 1923.
- Franz Hammerer: Maria Montessoris pädagogisches Konzept. Anfänge der Realisierung in Österreich. Jugend & Volk, Wien 1997, ISBN 3-7100-0255-9.
- Herbert Haberl, Franz Hammerer (Hrsg.): Montessori-Pädagogik heute. Grundlagen – Innenansichten – Diskussionen. Jugend & Volk, Wien 2004, ISBN 3-7100-1106-X.
- Ingeborg Hedderich: Einführung in die Montessori-Pädagogik. Theoretische Grundlagen und praktische Anwendung. 2., überarbeitete Auflage. Reinhardt, München u. a 2005, ISBN 3-497-01788-4.
- Helene Helming: Montessori-Pädagogik. Ein moderner Bildungsweg in konkreter Darstellung. 17. Auflage. Herder, Freiburg im Breisgau 1998, ISBN 3-451-26770-5.
- Hildegard Holtstiege: Modell Montessori. Grundsätze und aktuelle Geltung der Montessori-Pädagogik. 12. Auflage. Herder, Freiburg im Breisgau 2000, ISBN 3-451-27347-0.
- Thomas Helmle, Petra Wöbcke-Helmle: Praxisbuch Kosmische Erziehung – Mit Interesse lernen. Herder, Freiburg im Breisgau, 2016, ISBN 978-3-451-37505-7.
- Karin Kortschack-Gummer: Das Kosmische der „Kosmischen Erziehung“. Eine Grundlage der Bildungskonzeption Maria Montessoris. Königshausen & Neumann, Würzburg 2005, ISBN 3-8260-3046-X (Dissertation Uni München 2004).
- Hélène Leenders: Der Fall Montessori. Die Geschichte einer reformpädagogischen Erziehungskonzeption im italienischen Faschismus. Übersetzt von Petra Korte. Klinkhardt, Bad Heilbrunn 2001, ISBN 3-7815-1100-6 (Dissertation Uni Utrecht 1999 unter dem Titel: Montessori en fascistisch Italië).
- Harold Baumann: Montessori-Pädagogik und Faschismus – Eine Entgegnung. In: Fischer Reinhard, Heitkämper Peter (Hrsg.) Montessori Pädagogik aktuelle und internationale Entwicklungen. Festschrift für Prof. Dr. Harald Ludwig, Verbindung mit der Montessori-Vereinigung Deutschland e. V. (= Impulse der Reformpädagogik, Band 10). Lit, Münster, 2005, ISBN 3-8258-8429-5, S. 122–176.
- Harald Ludwig (Hrsg.): Erziehen mit Maria Montessori. Ein reformpädagogisches Konzept in der Praxis. 5. Gesamtauflage, 1. Ausgabe der überarbeiteten und erweiterten Neuausgabe. Herder, Freiburg im Breisgau 2003, ISBN 3-451-28118-X.
- Michael Klein-Landeck, Tanja Pütz: Montessori-Pädagogik. Einführung in Theorie und Praxis. Herder, Freiburg i.Br. 2011, ISBN 978-3-451-32430-7.
- Eva Schumacher: Montessori-Pädagogik verstehen, anwenden und erleben. Eine Einführung. Beltz, Weinheim 2016, ISBN 978-3-407-25739-0.
- Ulrich Steenberg: Kinder kennen ihren Weg. Ein Wegweiser zur Montessori-Pädagogik. (= Ulmer Beiträge zur Montessori-Pädagogik. Band 1). 6., unveränderte Auflage. Kinders, Ulm 2003, ISBN 3-9802739-1-1.
- Ulrich Steenberg (Hrsg.): Handlexikon zur Montessori-Pädagogik. (= Ulmer Beiträge zur Montessori-Pädagogik. Band 4). 5., unveränderte Auflage. Klemm & Oelschläger u. a., Münster u. a. 2006, ISBN 3-932577-44-2.
- Diana Stiller: Clara Grunwald und Maria Montessori. Die Entwicklung der Montessori-Pädagogik in Berlin. Diplomica Verlag, Hamburg, 2008, ISBN 978-3-8366-6522-3.
- Hildegard Feidel-Mertz: Pädagogik im Exil nach 1933. Erziehung zum Überleben. Bilder einer Ausstellung. dipa-Verlag, Frankfurt am Main, 1990, ISBN 3-7638-0520-6.

Filme
- Sönke Held, Tanja Pütz: Montessori von Kindern und Wissenschaftlern erklärt. Einführung in die Pädagogik Montessoris. DVD. 73 Min. Herder, Freiburg i.Br. 2013.
- Sönke Held, Tanja Pütz: Montessori von Kindern und Wissenschaftlern erklärt. Frühe Bildung. DVD. 76 Min. Herder, Freiburg i.Br. 2016.